# Kutya-hegyi-átjáró
A Kutya-hegyi-átjáró Nagykovácsi külterületén, a Duna–Ipoly Nemzeti Parkban található Budai-hegységben, a Kutya-hegyen helyezkedik el. A Kutya-hegy három barlangja közül az egyik.

## Leírás
A barlang Nagykovácsitól É–ÉK-re, a Kutya-hegy és a Nádor-hegy között lévő völgy bal oldalán, a völgytalphoz aránylag közel fekszik. Legegyszerűbben a Nagy-Szénástól É-ra haladó kék sáv, majd kék kereszt jelzésű turistaúton indulva közelíthető meg. A Ny-ra haladó kék kereszt turistajelzést követve, ahol a jelzett út egy markáns hegyesszöggel kanyarodik vissza DK felé, kell folytatni a gyaloglást Ny-ra a völgyben. A jelzést elhagyva még kb. 500 m-t kell menni a völgyben lefelé, majd mindkét oldalon sziklák figyelhetők meg. Bal kéz felé, a völgytalptól kb. 20 m-rel magasabban, a völgybe lefutó, sziklás kis gerincen, egy jelentős méretű sziklakibúvás aljában van a barlang két bejárata. A barlang fokozottan védett területen helyezkedik el.
Nagyobbik, könnyebben észrevehető és kényelmesebben járható bejárata a szikla Ny-i oldalában található. Ez az 1 m széles és 0,9 m magas, háromszög alakú bejárat egy négykézláb járható kis járatba vezet. Közvetlenül a bejárat után, a járatra merőlegesen mindkét irányba meredeken lefelé tartó, szűk kis oldaljárat indul. A főjárat kb. 3 m után kissé elszűkül és megtörik, de végén egy kis (kb. 0,4×0,4 m-es) lyukon át megint érintkezik a felszínnel. Ez a viszonylag szűk bejárat egy alacsony sziklaeresz alatt bukkan a felszínre. Közvetlenül mellette egy barlangméretet el nem érő, szűk hasadék figyelhető meg, mely elképzelhető, hogy összefügg a barlanggal.
A Kutya-hegyi-átjáró befoglaló kőzete triász dolomit, kitöltése pedig leginkább föld és kőzettörmelék. Tektonikus repedés mentén jött létre az átjáró kifagyásos aprózódás, korrózió, karsztvízszint alatti oldódás (jelenleg inaktív) miatt. Az egyszerű, átjáró térformájú barlang lejtésviszonya emelkedő. Jellemző szelvénytípusa a szabálytalan szelvény. Falai nagyon algásak, a bejárat közelében mohák is megtelepedtek. Engedély és barlangjáró alapfelszerelés nélkül, könnyen járható a könnyen megközelíthető barlang.
2004-ben volt először Kutya-hegyi-átjárónak nevezve a barlang az irodalmában.

## Kutatástörténet
A barlangot Borzsák Sarolta és Egri Csaba 2004. augusztus 29-én mérték fel, majd Borzsák Sarolta a felmérés adatainak felhasználásával megszerkesztette a Kutya-hegyi-átjáró (Nagykovácsi, 4771-es barlangkataszteri terület) alaprajz térképét, hosszmetszet térképét és 2 keresztmetszet térképét. Az alaprajz térképen megfigyelhető a hosszmetszet és a 2 keresztmetszet elhelyezkedése a barlangban. A térképlapon jelölve van az É-i irány. A felmérés alapján a barlang 6 m hosszú és 1,5 m mély.
A barlang 2004. augusztus 29-én, komplex állapotfelvétel alapján készült nyilvántartólapja szerint a Kutya-hegyi-átjáró (Pest megye, Nagykovácsi, Budai-hegység, 4771-es barlangkataszteri terület) nagyobbik, vízszintes bejáratának koordinátái: X: 634 498 Y: 250 317 Z: 396 m. Ez a hegyoldalban, erdőben lévő sziklakibúvásban nyíló bejárat 0,9 m széles, 1 m magas, természetes jellegű, háromszög alakú és vízszintes tengelyirányú. A részletesen felmért barlang 8 m hosszú, 1,9 m függőleges kiterjedésű, 1 m mély, 0,9 m magas, vízszintes kiterjedése pedig 5 m. A barlang befoglaló kőzete triász dolomit. A gyakorlatilag érintetlen barlang aljzata gyakorlatilag érintetlen. Illetékes természetvédelmi hatóság: Duna–Ipoly Nemzeti Park Igazgatóság. Felszín védettsége: Budai Tájvédelmi Körzet.